# Racecar Euro Series 2012
Navigation
Édition précédente Édition suivante
La saison Racecar Euro Series 2012 est la quatrième saison de cette compétition.
Pour la première fois en Europe, une course est organisée sur un circuit ovale temporaire dans le parc des expositions de Tours.

## Pilotes et voitures
| Equipe               | No. | Pilote Elite       | Pilote Open            |
| -------------------- | --- | ------------------ | ---------------------- |
| TFT                  | 2   | Ander Vilariño     | Eric Quintal           |
| TFT                  | 48  | Nigel Greensall    | Eric Menini            |
| TFT                  | 64  | Javier Villa       | Martin Van Hove        |
| Rapido Racing        | 5   | Antoine Lioen      | Joaquin Gabarron       |
| Rapido Racing        | 6   | Anthony Garbarino  | Simon Escallier        |
| Events Motorsport    | 5   | Harry Vaulkhard    | Jean-Luc Zajfert       |
| OverDrive            | 11  | Romain Fournillier | Alain Grand            |
| OverDrive            | 22  | Stéphane Jaggi     | Léonard Vernet         |
| OverDrive            | 33  | Dimitri Enjalbert  | Vito Rodrigues         |
| Still Racing         | 14  | Grégory Guilvert   | Joseph Cozzella        |
| Still Racing         | 99  | Romain Thievin     | David Perriset         |
| Still Racing         | 100 | Stéphane Sabate    | Stéphane Sabate        |
| Gonneau Racing       | 15  | Vincent Gonneau    | Vincent Gonneau        |
| Pole Position 81     | 17  | Willy Boucenna     | Philippe Baudinière    |
| Pole Position 81     | 55  | Bruno Cosin        | Jérome Laurin          |
| Pole Position 81     | 81  | Joao Teixeira      | Joao Teixeira          |
| Orhès Compétition    | 21  | Olivier Pernaut    | Stéphane Enout         |
| Orhès Compétition    | 25  | Romain Iannetta    | Gérald Cormon          |
| Orhès Compétition    | 44  | Freddy Nordstrom   | Tanguy Ide             |
| Orhès Compétition    | 88  | Valentin Simonet   | Philippe Marie         |
| RDV Compétition      | 28  | Franck Violas      | Franck Violas          |
| Autosport 42         | 42  | Carole Perrin      | Bertrand Migout        |
| Racing Club Partners | 46  | Nathalie Maillet   | Christophe De Fierlant |
| VTS 85               | 85  | Nicolas Gaudin     | Jack Gaudin            |

## Calendrier de la saison 2012
| Manche | Manche | Date         | Nom de la Course                           | Circuit                      | Lieu          | Pays       |
| ------ | ------ | ------------ | ------------------------------------------ | ---------------------------- | ------------- | ---------- |
| 1      | CSE    | 8 avril      | Coupes de Pâques / Nogaro 200              | Circuit Paul Armagnac        | Nogaro        | France     |
| 1      | CE     | 9 avril      | Coupes de Pâques / Nogaro 200              | Circuit Paul Armagnac        | Nogaro        | France     |
| 1      | CSO    | 9 avril      | Coupes de Pâques / Nogaro 200              | Circuit Paul Armagnac        | Nogaro        | France     |
| 2      | CSE    | 19 mai       | DTM Brands Hatch / Brands Hatch 200        | Circuit de Brands Hatch      | Longfield     | Angleterre |
| 2      | CSO    | 19 mai       | DTM Brands Hatch / Brands Hatch 200        | Circuit de Brands Hatch      | Longfield     | Angleterre |
| 2      | CE     | 20 mai       | DTM Brands Hatch / Brands Hatch 200        | Circuit de Brands Hatch      | Longfield     | Angleterre |
| 3      | CSE    | 9 juin       | Spa 200                                    | Circuit de Spa-Francorchamps | Francorchamps | Belgique   |
| 3      | CSO    | 9 juin       | Spa 200                                    | Circuit de Spa-Francorchamps | Francorchamps | Belgique   |
| 3      | CE     | 10 juin      | Spa 200                                    | Circuit de Spa-Francorchamps | Francorchamps | Belgique   |
| 4      | CSE    | 7 juillet    | Tour Speedway / Country-Bike-Rock Festival | Tours Speedway               | Tours         | France     |
| 4      | CSO    | 7 juillet    | Tour Speedway / Country-Bike-Rock Festival | Tours Speedway               | Tours         | France     |
| 4      | CSE    | 8 juillet    | Tour Speedway / Country-Bike-Rock Festival | Tours Speedway               | Tours         | France     |
| 4      | CSO    | 8 juillet    | Tour Speedway / Country-Bike-Rock Festival | Tours Speedway               | Tours         | France     |
| 5      | CSE    | 29 septembre | Valencia Demi-Finale                       | Circuit Ricardo Tormo        | Cheste        | Espagne    |
| 5      | CSO    | 29 septembre | Valencia Demi-Finale                       | Circuit Ricardo Tormo        | Cheste        | Espagne    |
| 5      | CE     | 30 septembre | Valencia Demi-Finale                       | Circuit Ricardo Tormo        | Cheste        | Espagne    |
| 6      | CSE    | 13 octobre   | Finale Le Mans                             | Circuit Bugatti              | Le Mans       | France     |
| 6      | CSO    | 13 octobre   | Finale Le Mans                             | Circuit Bugatti              | Le Mans       | France     |
| 6      | CE     | 14 octobre   | Finale Le Mans                             | Circuit Bugatti              | Le Mans       | France     |

## Résultats saison 2012
| Manche | Circuit      | Course sprint            | Course sprint           | Course endurance            | Course endurance        |
| Manche | Circuit      | Pilote victorieux Élite  | Pilote victorieux Open  | Pilote victorieux Élite     | Pilote victorieux Open  |
| Manche | Circuit      | Équipe victorieuse Élite | Équipe victorieuse Open | Équipe victorieuse Élite    | Équipe victorieuse Open |
| ------ | ------------ | ------------------------ | ----------------------- | --------------------------- | ----------------------- |
| 1      | Nogaro       | Ander Vilariño           | Martin Van Hove         | Ander Vilariño              | Martin Van Hove         |
| 1      | Nogaro       | TFT - Banco Santander    | TFT                     | TFT - Banco Santander       | TFT                     |
| 2      | Brands Hatch | Ander Vilariño           | Vincent Gonneau         | Javier Villa                | Adriano Medeiros        |
| 2      | Brands Hatch | TFT - Banco Santander    | Gonneau Racing          | TFT                         | Autosport 42            |
| 3      | Spa          | Ander Vilariño           | Loic Deman              | Romain Iannetta             | Marc Duez               |
| 3      | Spa          | TFT - Banco Santander    | Rapido Racing           | Orhes Compétition           | TFT - Banco Santander   |
| 4      | Tours        | Ben Kennedy              | Frédéric Johais         | Éric Hélary                 | Vincent Gonneau         |
| 4      | Tours        | TFT - Whelen             | OverDrive               | Still Racing - JDC Finances | Gonneau Racing          |
| 5      | Valence      | Ander Vilariño           | Simon Escallier         | Ander Vilariño              | Simon Escallier         |
| 5      | Valence      | TFT - Banco Santander    | Scorpus Racing          | TFT - Banco Santander       | Scorpus Racing          |
| 6      | Le Mans      | Gaël Castelli            | Olivier Porta           | Gaël Castelli               | Olivier Porta           |
| 6      | Le Mans      | Rapido Racing            | TFT Alpes Carrelage     | Rapido Racing               | TFT Alpes Carrelage     |

## Classement saison 2012

### Pilotes élite[5]
| Place | Pilote          | Nogaro | Nogaro | Brands Hatch | Brands Hatch | Spa | Spa | Tours | Tours | Valence | Valence | Le Mans | Le Mans | Total des points |
| ----- | --------------- | ------ | ------ | ------------ | ------------ | --- | --- | ----- | ----- | ------- | ------- | ------- | ------- | ---------------- |
| 1     | Ander Vilariño  |        |        |              |              |     |     |       |       |         |         |         |         | 667              |
| 2     | Romain Thievin  |        |        |              |              |     |     |       |       |         |         |         |         | 651              |
| 3     | Javier Villa    |        |        |              |              |     |     |       |       |         |         |         |         | 603              |
| 4     | Antoine Lioen   |        |        |              |              |     |     |       |       |         |         |         |         | 567              |
| 5     | Romain Iannetta |        |        |              |              |     |     |       |       |         |         |         |         | 566              |

### Pilotes open[6]
| Place | Pilote           | Nogaro | Nogaro | Brands Hatch | Brands Hatch | Spa | Spa | Tours | Tours | Valence | Valence | Le Mans | Le Mans | Total des points |
| ----- | ---------------- | ------ | ------ | ------------ | ------------ | --- | --- | ----- | ----- | ------- | ------- | ------- | ------- | ---------------- |
| 1     | Simon Escallier  |        |        |              |              |     |     |       |       |         |         |         |         | 617              |
| 2     | Alain Grand      |        |        |              |              |     |     |       |       |         |         |         |         | 573              |
| 3     | Gérald Cormon    |        |        |              |              |     |     |       |       |         |         |         |         | 567              |
| 4     | Vincent Gonneau  |        |        |              |              |     |     |       |       |         |         |         |         | 554              |
| 5     | Joaquin Gabarron |        |        |              |              |     |     |       |       |         |         |         |         | 554              |